# TOG2

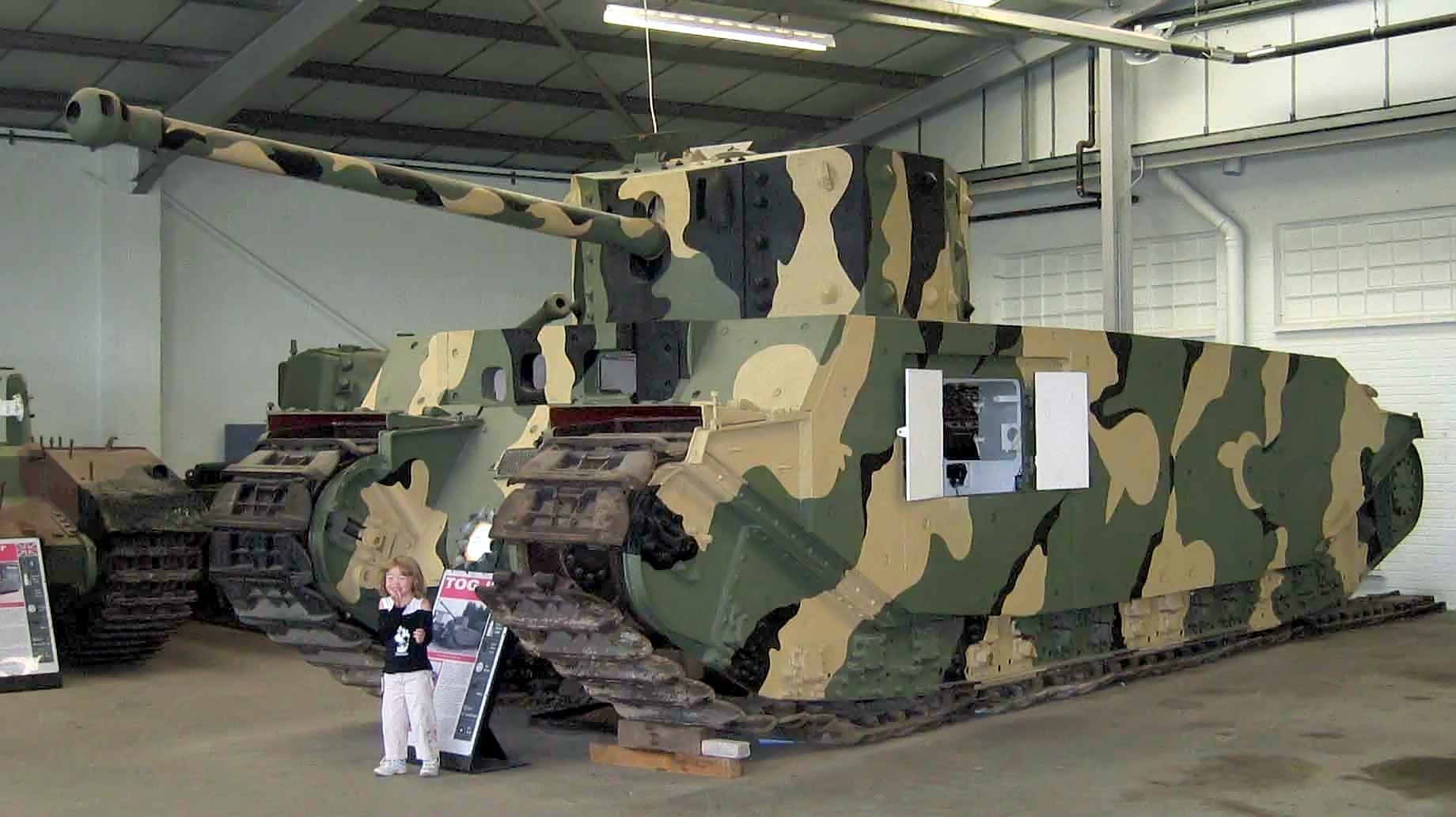
Těžký tank TOG2

TOG2 byl prototyp britského supertěžkého tanku, který vznikl v rané fázi druhé světové války. Byl by nasazen v případě, že by se bitevní pole severní Francie změnila v bahno a krátery, jako se stalo během první světové války. Byl postaven jediný prototyp, ale jeho sériová výroba byla zrušena a tank se nikdy nedostal do služby.

## Historie
Jednalo se o druhý projekt, který vzešel z Výboru pro vývoj speciálních vozidel, nebo, jak se říkalo, „The Old Gang“, od tohoto názvu byl odvozen také název TOG. TOG2 byl podobný prototypu TOG1 a zachoval si mnoho z rysů jeho konstrukce, ale jeho korba byla nižší a hlavní výzbroj, sedmnáctilibrový kanon, byla umístěna v otočné věži tanku A30 Challenger. Ačkoli byl vybaven stejným elektro-mechanickým pohonem jako TOG1, byly u tanku TOG2 vyzkoušeny zdvojené generátory, a toto řešení se nesetkalo s problémy. Mimo dalších změn také došlo k náhradě neodpruženého podvozku TOG1 zavěšením kol za pomoci torzních tyčí. Tank byl poprvé úspěšně vyzkoušen v květnu 1943. K dalšímu vývoji nedošlo, ačkoli kratší verze tanku TOG2 (R) již byla zvažována. Prototyp zůstal zachován a v současnosti je vystaven v Tankovém muzeu Bovington.

## Parametry
- Dělo: SQF 17-pounder
- Věž: Challenger A30
- Motor: Paxman 12TP
- Rádio: WS No. 19 Special